# Anecphora angulosa
Anecphora angulosa är en insektsart som beskrevs av Embrik Strand 1911. Anecphora angulosa ingår i släktet Anecphora och familjen lyktstritar. Inga underarter finns listade i Catalogue of Life.